# 山川義介
山川 義介（やまかわ よしすけ、1957年1月8日 - ）は、シリアルアントレプレナー（連続起業家）。TDKにて世界初の2層塗りS-VHSテープ「XP-HiFi」を開発し商品化。その後独立し1995年より5年おきに3社のベンチャー企業創業。1社目は2社目に営業譲渡、2社目はヤフー株式会社に売却。3社目のALBERTは東京証券取引所マザーズ上場、2016年、ALBERT取締役会長を退任。2017年、マーケットセントリクス（現MCX）代表取締役社長に就任。

## 略歴
- 1957年1月8日：東京都小金井市にて出生
- 1969年3月：東京学芸大学附属小金井小学校卒業
- 1972年3月：東京学芸大学附属小金井中学校卒業
- 1975年3月：私立城北学園高等学校卒業
- 1975年4月：代々木ゼミナールで二浪
- 1977年4月：横浜国立大学工学部材料化学科（入学時に電気化学科から改称）入学
- 1981年3月：横浜国立大学工学部材料化学科卒業
- 1981年4月：TDK株式会社入社
以後、磁気テープ研究部にて、8ミリビデオテープ開発担当、VHSテープ開発リーダー、S-VHSテープ開発リーダーとして、世界初の2層塗りS-VHSテープ「XP-HiFi」の開発に成功する。
- 1989年12月：第4回ビデオ・コンポ・グランプリ 銅賞受賞/ラジオ技術社主催
AV機器すべての中でビデオテープが銅賞に選ばれた事はかなり異例であった。
- 1990年4月：第4回サウンド大賞受賞、テープ部門（ビデオテープ）/季刊誌サウンドレコパル（小学館）主催
- 1991年4月：記録メディア事業部、オーディオテープ商品企画係係長に就任
- 1992年10月：株式会社マルマン入社、家電事業部電子機器企画部課長に就任
- 1993年9月：株式会社マルマンAAS企画本部部長代行兼マーケティング企画部課長に就任
- 1994年6月：株式会社マルマン取締役家電事業部事業部長に就任
- 1995年6月：株式会社マルマン常務取締役に就任
- 1995年：多湖輝の多湖輝研究所「あたご塾」1期生として入塾
- 1995年9月：株式会社エムアンドシー 設立、代表取締役に就任
- 2000年3月：株式会社インタースコープ設立、取締役副社長に就任
- 2001年6月：株式会社インタースコープ代表取締役社長に就任
- 2002年9月：第2回 EOY JAPAN 2002（アントレプレナー オブ ザ イヤー ジャパン）セミファイナリスト（スタートアップ部門）受賞
新たな事業領域に挑戦する企業家の努力と功績を称える国際的な表彰制度
- 2005年7月：株式会社インタースコープ取締役会長に就任
- 2005年7月：株式会社ALBERT 設立、代表取締役会長に就任
- 2006年12月：「新製品・新事業開発の創造的マーケティング」（共著）出版
- 2007年4月：関東学院大学 人間環境研究所 客員研究員に就任
- 2008年9月：明治大学大学院グローバル・ビジネス研究科 非常勤講師（イノベーション論）に就任
- 2009年4月：同（CRM[データマイニング]）担当
- 2015年3月：株式会社ALBERT取締役会長に就任
- 2015年4月：SBI大学院大学経営管理研究科客員教授に就任（2016年退任）
- 2015年10月：電気通信大学産学官管理研究科客員教授に就任（2016年退任）
- 2016年2月：ALBERT取締役会長を退任
- 2017年1月：株式会社マーケットセントリクス（現株式会社MCX）代表取締役社長に就任
- 2018年5月：銀座8丁目にmusic salon Etudeを開店

## 人物
父は元横河ブリッジ社長、会長、名誉会長の山川敏哉。祖父の山川鹿三郎は三菱重工業の飛行機設計家で、中島飛行機製エンジン第4号機を搭載した97式重爆撃機をベースにした民間型輸送機MC-20型の試験飛行を実施。その後MC-20は大日本航空に納入され「妙高」と命名されたが航空局の試験飛行中に千葉県木更津沖に墜落する事故(1940年12月28日)を起こして搭乗員13人全員が死亡、山川鹿三郎も殉職した。父（土木）、祖父（機械）とも東京大学工学部卒であり、3代続けての理系。曾祖父の山川勇木は、東京銀行（後に東京三菱→UFJ三菱東京）の前身である横浜正金銀行の創設メンバー。明治11年に第十三国立銀行（後に鴻池銀行→三和銀行）に入行し明治13年7月に横浜正金銀行に「転職」。神戸支店に配属になり、その後神戸支店長、ロンドン支店長などを経て副頭取。
また2020年に流行したコロナウィルスに同年11月6日にコロナ陽性が出たこと、検査をする前後の行動履歴を備忘録としてnoteに「ごったに」という名前で投稿

## 不祥事
2016年8月1日、証券取引等監視委員会は、公表前の情報を親族らに伝えたとして、金融商品取引法違反で東京地方検察庁に刑事告発した。なお損失回避のための情報伝達を禁じた改正金商法の規定による刑事事件化は初めての事例となる。
同年8月2日に東京地方検察庁特別捜査部は山川を金融商品取引法違反（インサイダー取引、情報伝達）の罪で在宅起訴し、11月1日、東京地方裁判所は、金融商品取引法違反で懲役2年、執行猶予3年、罰金200万円の判決を言い渡した。

## 著書
- 「新製品・新事業開発の創造的マーケティング」（共著） ISBN 4820118455

第7章 Webリコメンデーション・エンジンを搭載した商品お勧めサイト『教えて！家電』の開発
- 「Creative Marketing for New Product and New Business Development 」

World Scientific Pub Co Inc（2008年11月発売） Akira Ishikawa（編集）、Atsushi Tsujimoto（編集）
- japan.internet.comのWebマーケティングコラム「One to oneマーケティングの本質を探る」連載。
- 「ビッグデータの使い方・活かし方―マーケティングにおける活用事例」朝野 煕彦 (編著) ISBN 4489021712

第1章　ビッグデータ時代のレコメンデーション
- 「マーケティング・サイエンスのトップランナーたち」朝野 煕彦 (編著) ISBN 4489022344

第2章　ビジネスの意思決定をデータで支援する